# HD 115810
HD 115810，又名BD+35 2435，SAO 63468、HR 5025，是一颗恒星，视星等为6.02，位于銀經88.19，銀緯80.06，其B1900.0坐标为赤經13h 14m 28.3s，赤緯+35° 80.06′ 12″。